# شانه‌موش پونت
شانه‌موش پونت (نام علمی: Ctenomys pundti) نام یک گونه از سرده شانه‌موش است.